# داگلاس سیلوا
داگلاس سیلوا (انگلیسی: Douglas Silva؛ زادهٔ ۲۷ سپتامبر ۱۹۸۸) یک هنرپیشه اهل برزیل است.
از فیلم‌ها یا برنامه‌های تلویزیونی که وی در آن نقش داشته است می‌توان به شهر خدا اشاره کرد.